# Magyar vonatkozású eszperantáliák listája
Ez a szócikk a magyar vonatkozású eszperantáliákat (szobor, emlékmű, dombormű, emléktábla, emlékkő, építménydíszítő elem, síremlék, díszburkolat vagy maradandó anyagból készült tájékoztató szöveg) dolgozza fel.
| Kép | Eszperantália                                                                                        | Helyszín |
| --- | --- | --- |
|     | A világ megismerhető – magyar-eszperantó ny. zöld gránittábla                                        | Dombóvár vasútállomás, peronok felőli oldalon |
|     | Az eszperantó nyelv öregei emléktábla                                                                | Dombóvár, Tinódi Ház (Művelődési Ház) |
|     | Babits Mihály bronz portrédombormű                                                                   | Baja, III. Béla Gimnázium |
|     | Babits Mihály piszkei vörös márvány domborműves emléktábla                                           | Budapest, I. ker. (Vár), Babits Mihály sétány 1. |
|     | Babits Mihály portré-domborműves emléktábla                                                          | Budapest, IV. ker. (Újpest), Tanoda tér 1. Könyves Kálmán Gimnázium                                                                                     |
|     | Babits Mihály domborműves mészkő emléktábla                                                          | Budapest, VIII. ker. (Józsefváros), Reviczky u. 7. |
|     | Babits Mihály bronz síremlék                                                                         | Budapest, VIII. ker. (Józsefváros), Kerepesi úti temető, 34. parcella 1. sor 30.                                                                        |
|     | Babits Mihály bronz portrédombormű                                                                   | Esztergom, Új Városi Könyvtár |
|     | Babits Mihály bronz plasztika                                                                        | Esztergom, Petőfi S. u. – Honvéd u. sarok |
|     | Babits Mihály Emlékház                                                                               | Esztergom, esztergomi Előhegy |
|     | Babits Mihály bronz mellszobor, mészkő posztamens                                                    | Pécs, Apáca (a szobor állításakor Geisler Eta) u. 21-23.                                                                                                |
|     | Babits Mihály vörös márvány emléktábla                                                               | Pécs, Széchenyi tér 11. sz. épületben |
|     | Babits Mihály bronz és szürke márvány dombormű                                                       | Pécs, Zrínyi Miklós u. 20. |
|     | Babits Mihály dombormű                                                                               | Szeged, Horváth Mihály u. 2. Vedres István Építőipari Szakközépiskola                                                                                   |
|     | Babits Mihály emléktábla                                                                             | Szeged, Vitéz u. 16. falán |
|     | Babits Mihály mészkő mellszobor                                                                      | Szekszárd, 20. sz. Általános Iskola |
|     | Babits Mihály ülő szobor                                                                             | Szekszárd, Babits Mihály u. 13. – Babits Mihály Emlékház udvarán.                                                                                       |
|     | Babits Mihály bronz szobor                                                                           | Szekszárd, Sétakert, Prométheusz park |
|     | Baghy Gyula emléktábla                                                                               | Budapest, VII. ker. (Erzsébetváros), Rottenbiller u. 66. – Baghy Gyula lakóháza                                                                         |
|     | Baghy Gyula rusztikusan faragott síremlék                                                            | Budapest, VIII. ker. (Józsefváros), Kerepesi úti temető, 34/1. parcella 1. sor 38.                                                                      |
|     | Baghy Gyula fém emléktábla                                                                           | Miskolc, Baghy Gyula u. |
|     | Baghy Gyula Eszperantó-forrás                                                                        | Nagybakónak, Nagybakónaktól kb. 1 km-re |
|     | Baghy Gyula gránit emléktábla                                                                        | Pécs, Eszperantó Park |
|     | Baghy Gyula gipsz szobor                                                                             | Szeged, Dóm tér 1-4. Somogyi Károly Városi és Megyei Könyvtár, Eszperantó-gyűjtemény                                                                    |
|     | Baghy Gyula emléktábla                                                                               | Szeged, Sóhordó u. 9. (Teleki u. 3.) sarokház falán |
|     | Barátság emléktábla                                                                                  | Dombóvár, Gunarasfürdő Hotel Európa falán |
|     | Bácskai István emléktábla                                                                            | Pécs, Eszperantó Park |
|     | Bálint Gábor bronzplakettes emléktábla                                                               | Szentkatolna/(Cătălina) RO, Megújított szülőházán. |
|     | Bálint Gábor bronzplakettes emléktábla                                                               | Kolozsvár Cluj-Napoca RO, str. Horea nr. 31., Universitatea Babeş-Bolyai                                                                                |
|     | Bálint Gábor síremléke                                                                               | Kézdivásárhely Tîrgu Secuiesc RO, református köztemető                                                                                                  |
|     | Bálint Gábor gránit emléktábla                                                                       | Pécs, Eszperantó Park |
|     | Bálint Gábor három nyelvű gránit emléktábla                                                          | Szentkatolna/(Cătălina) RO, általános iskola falán |
|     | Bálint Gábor zöld gránittábla                                                                        | Eger, Művelődési ház – Eszperantó Klub |
|     | Bálint Gábor bronz mellszobor                                                                        | Szentkatolna/(Cătălina) RO, általános iskola udvarán |
|     | Bálint Gábor fekete gránittábla                                                                      | Budapest, Magyarországi Eszperantó Szövetség irodája |
|     | Baranyai Imre emléktábla                                                                             | Alap, szülőház |
|     | Bárczi Géza emléktábla                                                                               | Budapest, III. ker. (Óbuda-Békásmegyer) Ráby Mátyás u. 26.                                                                                              |
|     | Bárczi Géza emléktábla                                                                               | Budapest, III. ker. (Békásmegyer) Bárczi Géza utca 2.                                                                                                   |
|     | Bárczi Géza síremlék                                                                                 | Budapest, Farkasréti temető, 6/1. parcella 1. sor. 66.                                                                                                  |
|     | Bleier Vilmos emléktábla                                                                             | Pécs, Eszperantó Park |
|     | Comenius Ámos János kő emléktábla                                                                    | Sárospatak, Comenius u. 27. falán |
|     | Comenius Ámos János bronz mellszobor                                                                 | Sárospatak, Eötvös u. 7. |
|     | Comenius Ámos János bronz dombormű                                                                   | Sárospatak, Rákóczi u. 1. |
|     | Dombóvári eszperantisták emléktáblája                                                                | Dombóvár, katolikus köztemető ravatalozójának falán |
|     | Erdey Ferenc                                                                                         | Budapest, V. k. (Belváros), Papnövelde u. 9. Egyetemi Kisboldogasszony templom alagsora, kriptasír.                                                     |
|     | Esemény: 14. Nemzetközi Vasutas Eszperantó Kongresszus, 1962. emléktábla                             | Aggtelek, Baradla-barlang, hangverseny terem falán |
|     | Esemény: 51. Eszperantó Világkongresszus, 1966. emlékkő                                              | Budapest, XIV. k., Városliget, az Olof Palme és a Dvorzsák sétány kereszteződésénél                                                                     |
|     | Esemény: 51. Eszperantó Világkongresszus, 1966. „Békefa” ültetésének alkalmából elhelyezett emlékkő. | Kecskemét, Árpádváros, a Reile Géza és a Tóth László utcák találkozásánál                                                                               |
|     | Esemény: 51. Eszperantó Világkongresszus, 1966. – emléktábla                                         | Miskolc, Bársony János u. 1. Móra park |
|     | Esemény: 51. Eszperantó Világkongresszus, 1966. – emlékkő                                            | Szeged, Móra park |
|     | Esemény: 51. Eszperantó Világkongresszus, 1966. – emléktábla                                         | Székesfehérvár, Eszperantó tér |
|     | Esemény: 51. Eszperantó Világkongresszus, 1966. – Eszperantó-forrás                                  | Piliscsév, Basinavölgy |
|     | Esemény: 100 éves az Eszperantó – emléktábla                                                         | Dunaújváros, Eszperantó u. 1. |
|     | Esemény: 100 éves az Eszperantó nyelv – emléktábla                                                   | Győr, Eszperantó utca 38. |
|     | Esemény: 100 éves az Eszperantó – réz emléktábla                                                     | Makó, Eszperantó u. 1. |
|     | Esemény: 100 éves az Eszperantó – emléktábla                                                         | Miskolc, Zámenhof u. |
|     | Esemény: Ifjúsági Eszperantó Találkozó 1980. – emlékkő                                               | Tata, Tópart sétány |
|     | Esemény: Magyarországi Eszperantista Munkások Egyesülete 1975 – emléktábla                           | Hódmezővásárhely, Mária Valária (az emléktábla állításakor Ságvári Endre) u. 4., Általános Iskola falán                                                 |
|     | Esemény: Eszperantista természetbarátok 10. nemzetközi találkozója emlékére – Eszperantó-emlékkő     | Abaliget, az abaligeti Denevérmúzeum előtt, a tóval szemben                                                                                             |
|     | Esemény: A Dombóvári Reménykedő Fa ültetése az Erdők Nemzetközi Évében – 2011                        | Dombóvár, Szigeterdő |
|     | Esemény: Bártfai Attila emléktábla – halálának évében                                                | Dombóvár, katolikus köztemető ravatalozójának falán |
|     | Esemény: Pörös Eszter emléktábla – halálának évében                                                  | Dombóvár, katolikus köztemető ravatalozójának falán |
|     | Esemény: Európa Kulturális Fővárosa, Pécs – 2010 Eszperantó Emlékfal avatása                         | Pécs, Eszperantó Park |
|     | Eszperantó díszkút                                                                                   | Budapest, I. k., Hadnagy u. a Rác-fürdő előtt |
|     | Eszperantó gömb – magyar-eszperantó ny. zöld gránittábla                                             | Dombóvár, Szent Orsolya Iskolaközpont |
|     | Eszperantó (sík) – magyar-eszperantó ny. zöld gránittábla                                            | Dombóvár, Tinódi Ház (Művelődési Ház) |
|     | Farkas Imre kő mellszobor (posztamenssel)                                                            | Hatvan, Ratkó József (a szobor állításakor Farkas Imre) u. 10. Lesznai Anna Óvoda és (a szobor állításakor 3. sz.) Általános Iskola bejáratánál.        |
|     | Galyasi Miklós dr. bronz dombormű                                                                    | Hódmezővásárhely, Tornyai János Múzeum, Szántó Kovács János u. 18.                                                                                      |
|     | Galyasi Miklós dr. fa síremlék                                                                       | Hódmezővásárhely, kincses temető |
|     | Giesswein Sándor gipsz mellszobor                                                                    | Győr, Káptalandomb 7., Római Katolikus Hittudományi Főiskola                                                                                            |
|     | Giesswein Sándor kriptafülke                                                                         | Győr, Püspöki Székesegyház altemploma |
|     | Giesswein Sándor mellszobor                                                                          | Mosonmagyaróvár, Szt. Gotthárd plébániatemplom, Magyar utca felőli templomkert                                                                          |
|     | Giesswein Sándor emléktábla                                                                          | Tata, Kossuth tér 15. plébánia épületének homlokzatán                                                                                                   |
|     | Giesswein Sándor emléktábla                                                                          | Dombóvár, katolikus köztemető ravatalozójának falán |
|     | Giesswein Sándor emléktábla                                                                          | Pécs, Eszperantó Park |
|     | Hámán Kató kő mellszobor                                                                             | Budapest, VI. k. Terézváros |
|     | Hámán Kató díszsírhely                                                                               | Budapest, VIII. (Józsefváros), Kerepesi úti temető, Munkásmozgalmi Panteon, felső szint                                                                 |
|     | Hámán Kató emléktábla                                                                                | Budapest, XXII. k. Balatoni út Szabadkai u. sarok, Szoborpark, Munkásmozgalmi személyek végtelen sétánya 28.                                            |
|     | Hámán Kató emléktábla                                                                                | Kompolt, Deák Ferenc u. 15. (HK szülőháza) |
|     | Hules Béla emléktábla                                                                                | Budapest, VIII. k. Kőfaragó u. 3. |
|     | Kalocsay Kálmán bronz mellszobor                                                                     | Abaújszántó, Béke út 32. sz. épület előtt |
|     | Kalocsay Kálmán dombormű                                                                             | Abaújszántó, Béke út 32. sz., Rákóczi- (Ulánus- vagy Kapitány-) ház                                                                                     |
|     | Kalocsay Kálmán emléktábla                                                                           | Budapest, Nyúl u. 4. |
|     | Kalocsay Kálmán emléktábla                                                                           | Gödöllő, Máriabesnyő, Fenyvesi nagyút 76. |
|     | Kalocsay Kálmán családi kripta                                                                       | Gödöllő, temető |
|     | Kalocsay Kálmán emléktábla                                                                           | Miskolc, Dr. Kalocsay Kálmán u. 1. |
|     | Kalocsay Kálmán Eszperantó-forrás                                                                    | Nagybakónak, É.sz. 46° 33,5310' K.h. 17° 01,8110' |
|     | Kalocsay Kálmán emléktábla                                                                           | Pécs, Eszperantó Park |
|     | Karinthy Frigyes síremlék                                                                            | Budapest, VIII. (Józsefváros), Kerepesi úti temető, 41-1-35.                                                                                            |
|     | Karinthy Frigyes bronz domborműves emléktábla                                                        | Budapest, XI. Karinthy Frigyes u. 2. |
|     | Karinthy Frigyes bronz mellszobor                                                                    | Budapest, XI. (Kelenföld), a Karinthy Frigyes úton az Irinyi János utca sarkánál.                                                                       |
|     | Karinthy Frigyes emléktábla                                                                          | Siófok, Batthyány Lajos utca, a volt Vitéz Panzió kerítésén                                                                                             |
|     | Karinthy Frigyes szobor                                                                              | Siófok, Rózsa-liget, parti sétány. 1. |
|     | Kilián György ólom mellszobor                                                                        | Göd, Általános Iskola |
|     | Kilián György bronz és faragott kőszobor.                                                            | Pápa, Köztársaság ligeti szoborpark. Eredeti helye: Repülőtér.                                                                                          |
|     | Kilián György bronz portré                                                                           | Szolnok, Kilián György Repülő Műszaki Főiskola |
|     | Kilián György mészkő mellszobor                                                                      | Szolnok, Repülőtiszti Iskola |
|     | Kilián György Kő plasztika                                                                           | Zánka, volt Úttörőváros |
|     | Kiss János síremlék                                                                                  | Budapest, VIII. (Józsefváros), Kerepesi 56-1-30, (az izraelita temetőnél, a karmelita rend nyugvóhelyével szemközt)                                     |
|     | Korach Mór síremlék                                                                                  | Budapest, VIII. k. (Józsefváros), Kerepesi úti temető, 34/2-1-29                                                                                        |
|     | Korach Mór réz dombormű                                                                              | Várpalota, Thury-vár, Magyar Vegyészeti Múzeum |
|     | Kossa István síremlék                                                                                | Budapest, VIII. (Józsefváros), Kerepesi úti temető, bal oldali munkásmozgalmi sírsétány.                                                                |
|     | Kossa István márvány emléktábla                                                                      | Pápa, Kossa István u. 2. |
|     | Kossa István márvány emléktábla                                                                      | Pula, Fő u. 31. |
|     | Kossa István bronz portré                                                                            | Tapolca, Főposta előtt. |
|     | Kossa István márvány emléktábla, bronzlappal                                                         | Veszprém, A Veszprémi Vegyipari Egyetem (volt Shönherz Zoltán) utcai Központi (volt Kossa István) Kollégiumának előcsarnokában                          |
|     | Kökény Lajos emléktábla                                                                              | Pécs, Eszperantó Park |
|     | Kulich Gyula bronz emlékmű                                                                           | Békéscsaba, Kulich Gyula tér |
|     | Kulich Gyula bronz szobor                                                                            | Békéscsaba, Általános Iskola |
|     | Kulich Gyula emléktábla                                                                              | Békéscsaba, ???? |
|     | Kulich Gyula bronz emléktábla                                                                        | Budapest, VIII. k. (Józsefváros), Kálvária (1957-1991 Kulich Gyula) tér                                                                                 |
|     | Kulich Gyula bronz portré                                                                            | Budapest, VIII. k. (Józsefváros), Kálvária (1957-1991 Kulich Gyula) tér                                                                                 |
|     | Kulich Gyula mészkő portré                                                                           | Budapest, VIII. k. (Józsefváros), Rákóczi tér 4., Jelky András Ruhaipari Szakközépiskola és Gimnázium (1993-ig Kulich Gyula Ruhaipari Szakközépiskola). |
|     | Kulich Gyula díszkút                                                                                 | Orosháza, Bajcsy-Zsilinszky u., Evangélikus Általános- és Középiskola (a díszkút felállításakor Kulich Gyula Általános Iskola) előtt                    |
|     | Lajos Gyula emléktábla                                                                               | Pécs, Eszperantó Park |
|     | Valdemar Langlet emléktábla                                                                          | Budapest, IV. (Újpest) Langlet Valdemár u. 3-5. |
|     | Lengyel Pál emléktábla                                                                               | Szekszárd, Babits Mihály u. 16/a., Lengyel Pál egykori nyomdájának falán                                                                                |
|     | Lengyel Pál eszperantista nyomdász nyomdájának szedőszekrénye                                        | Dombóvár, Dombóvári Helytörténeti Múzeum |
|     | Lengyel Pál emléktábla                                                                               | Pécs, Eszperantó Park |
|     | Mihalik József, hernádszurdoki műanyag emléktábla                                                    | Budapest, XVI. (Sashalom), Sashalmi sétány 44. sz. homlokzatán                                                                                          |
|     | Palkó Sándor bronz mellszobor                                                                        | Orfű, Ladik köz 2. |
|     | Palkó Sándor sírhely                                                                                 | Orfű, Orfű-Mecsekrákosi temető |
|     | Pallós Istvánné emléktábla                                                                           | Pécs, Eszperantó Park |
|     | Pechan Alfonz emléktábla                                                                             | Pécs, Eszperantó Park |
|     | Réthly Antal bronz portré                                                                            | Budapest, II. Kitaibel Pál u. 1., az Országos Meteorológiai Szolgálat székházának folyosóján                                                            |
|     | Robicsek Pál vörös márvány emléktábla                                                                | Budapest, V., Városház u. 18. (volt Főposta) sarokbejárat előterében                                                                                    |
|     | Schulek Frigyes szobor                                                                               | Balatonlelle, Kossuth Lajos u. 2., Szalay-kastély, Művelődési Ház                                                                                       |
|     | Schulek Frigyes                                                                                      | Balatonlelle, Schulek-villa |
|     | Schulek Frigyes márvány mellszobor                                                                   | Szeged, Dóm tér, Nemzeti Emlékcsarnok, az árkádsor nyugati oldala                                                                                       |
|     | Simonyi Zsigmond sírja                                                                               | Budapest , VIII. (Józsefváros), Kerepesi úti temető 34-6-14                                                                                             |
|     | Simonyi Zsigmond emléktábla                                                                          | Veszprém, Kossuth u. 7. |
|     | Stromfeld Aurél mészkő portré                                                                        | Békéscsaba, Laktanya |
|     | Stromfeld Aurél sírja                                                                                | Budapest, VIII. k. (Józsefváros), Kerepesi úti temető, bal oldali munkásmozgalmi sírsétány                                                              |
|     | Stromfeld Aurél bronz mellszobor                                                                     | Budapest, XVII. k. (Rákoskeresztúr, Rákoshegy) Rákoskeresztúron, a Pesti út 165.                                                                        |
|     | Stromfeld Aurél mellszobor                                                                           | Salgótarján, Rákóczi út 60. |
|     | Stromfeld Aurél márvány emléktábla                                                                   | Pápa, Repülőtér, parancsnoki épület. |
|     | Szalai András sírja                                                                                  | Budapest, VIII. (Józsefváros), Kerepesi úti temető, bal oldali munkásmozgalmi sírsétány                                                                 |
|     | Szalai András márvány emléktábla                                                                     | Pécs, Nagy Lajos király útja (az emléktábla elhelyezésekor Szalai András u.) 15.                                                                        |
|     | Szerdahelyi István emléktábla                                                                        | Pécs, Eszperantó Park |
|     | Széchenyi István emléktábla                                                                          | Budapest, XIV. k. (Zugló), a Közlekedési Múzeum falán                                                                                                   |
|     | Takács József dr. sírja                                                                              | Budapest, X. (Kőbánya), Kozma u. Izraelita temető |
|     | Takács József dr. emléktábla                                                                         | Nagymaros, Magyar u. 26. |
|     | Takács József dr. emléktábla                                                                         | Pusztavám, a kultúrház falán |
|     | Tolnai Pálné Göndör Rózsi sírja                                                                      | Budapest, X. k. (Kőbánya), Kozma u. Izraelita temető |
|     | Vándor Sándor domborműves vörös márvány emléktábla                                                   | Budapest, VII. k. Dózsa György út 68. |
|     | Vándor Sándor sírja                                                                                  | Budapest, VIII. k. (Józsefváros), Kerepesi úti temető 24-1-75                                                                                           |
|     | Vándor Sándor terrakotta mellszobor                                                                  | Tiszaújváros, Hámán K. u. 5. |
|     | Vikár Béla bronz portrédombormű                                                                      | Balatonboglár, Járási Művelődési Ház |
|     | Vikár Béla síremlék                                                                                  | Budapest, XII. (Farkasrét), Farkasréti temető 6/1-1-56,                                                                                                 |
|     | Vikár Béla bronz és kő portrédombormű                                                                | Dunavecse, Művelődési Ház |
|     | Vikár Béla márvány emléktábla                                                                        | Pécs, Mátyás király utca 15. Zeneművészeti Főiskola |
|     | Zachár Géza emléktábla                                                                               | Budapest, VII. k. Városligeti (az emléktábla állításakor Gorkij) fasor                                                                                  |
|     | Zamenhof, Lazar Markovics kő mellszobor                                                              | Budapest, I. k. (Tabán), Hadnagy u. a Rác-fürdő előtt, az Erzsébet-híd budai hídfőjénél                                                                 |
|     | Zamenhof, Lazar Markovics gipsz mellszobor                                                           | Budapest, V. k. Thököly u. 58-60., MESZ iroda |
|     | Zamenhof, Lazar Markovics mellszobor                                                                 | Budapest, VIII.k. (Józsefváros), Múzeum krt. 4. sz. D. épület, földszint, az ELTE Általános és Alkalmazott Nyelvészeti Tanszékének könyvtára.           |
|     | Zamenhof, Lazar Markovics emléktábla                                                                 | Budapest, V. k. Thököly u. 58-60., MESZ iroda |
|     | Zamenhof, Lazar Markovics emléktábla                                                                 | Debrecen, Zamenhof u. |
|     | Zamenhof, Lazar Markovics emléktábla                                                                 | Dombóvár, Tinódi Ház (Művelődési Ház) |
|     | Zamenhof, Lazar Markovics emléktábla                                                                 | Dombóvár, Illyés Gyula Gimnázium |
|     | Zamenhof, Lazar Markovics emléktábla                                                                 | Eger, Eszperantó sétány |
|     | Zamenhof, Lazar Markovics emléktábla                                                                 | Gyula, Hétvezér u. Emlékhely |
|     | Zamenhof, Lazar Markovics emlékkő                                                                    | Makó, Petőfi-park. |
|     | Zamenhof, Lazar Markovics bronz dombormű                                                             | Pécs, Papnövelde (az emlék állításakor Kulich Gyula) u., az Eszperantó park végében.                                                                    |
|     | Zamenhof, Lazar Markovics emléktábla                                                                 | Pécs, Eszperantó park |
|     | Zamenhof, Lazar Markovics gipsz mellszobor                                                           | Szeged, Dóm tér 1-4., Somogyi Károly Városi és Megyei Könyvtár                                                                                          |